# Мёрф
Эммет Джефферсон Мёрфи III (англ. Emmett Jefferson Murphy III; род. 21 декабря 1964 года), также Патрик Мёрфи или Мёрф — американский музыкант, более известный как барабанщик американской альтернативной рок-группы Dinosaur Jr., в которой он играл с 1984 по 1993, после вернулся в состав группы в 2005 году на постоянной основе.

## Музыкальная карьера
Мёрф изначально был барабанщиком в хардкор-панк-группе All White Jury. Он познакомился с Джеем Маскисом и Лу Барлоу через друга Маскиса Чарли Накадзиму и вскоре был приглашён в их группу Deep Wound. Deep Wound распалась, и Маскис, Барлоу и Мёрф сформировали Dinosaur Jr., но без Накадзимы. Мёрф оставался в группе до тех пор, пока не покинул её в 1993 году. Он присоединился к The Lemonheads в 1995 году.
В апреле 2005 года Мёрф вернулся в состав группы Dinosaur Jr. с Джеем Маскисом и Лу Барлоу, изменив устоявшийся состав после ухода Мёрфа и Барлоу. С момента реформирования трио выпустило пять студийных альбомов Dinosaur Jr.: альбом-возвращение Beyond в 2007 году, Farm в 2009 году, I Bet on Sky в 2012 году, Give a Glimpse of What Yer Not в 2016 году, и совсем недавно вышедший Sweep It Into Space в 2021 году. С тех пор группа постоянно гастролирует по миру.
С 2000 года он является барабанщиком массачусетской спэйс-рок-группы Architectural Metaphor.
Мёрф приходится сыном Э. Джефферсона Мёрфи, профессора африканских исследований в колледже Смита.

## Дискография
Dinosaur Jr.
- Dinosaur (1985 г.)
- You're Living All Over Me (1987 г.)
- Bug (1988 г.)
- Green Mind (1991 г.)
- Where You Been (1993 г.)
- Beyond (2007 г.)
- Farm (2009 г.)
- I Bet on Sky (2012 г.)
- Give a Glimpse of What Yer Not (2016 г.)
- Sweep It Into Space (2021 г.)

The Lemonheads
- Car Button Cloth (1996 г.)

Dumb Numbers
- Dumb Numbers (2013 г.)
- Dumb Numbers II (2016 г.)